# Graninge, Sollefteå kommun
Graninge är en bebyggelse i Sollefteå kommun och kyrkbyn i Graninge socken. SCB klassade bebyggelsen fram till 2015 som en småort.

## Graninge bruk
Graninge bruk  anlades som järnverk på 1670-talet av dåvarande guvernören i Västernorrlands län generalen och friherren Carl Larsson Sparre, som även grundade Karlströms bruk i Östergötland. År 1673 fick Graninge bruk privilegium. Bruket nämndes första gången 1673 i Harmens register och blev samtidigt en egen bruksförsamling.
Anläggningen, som blev ursprunget till de stora Graningeverken, grundades i en trakt med rik tillgång på vattenkraft och skog. Sämre beställt var det med malmtillgången. Man var nämligen hänvisad till sjömalm, som hämtades upp från bottnen med hjälp av järnskopor. De järnmalmstreck som man fann i närbelägna berg höll däremot inte måttet och övergavs snart igen. Malmen i dem visade sig vara "rödbräckt" eller "kallbräckt", och man blev huvudsakligen hänvisad till Utömalm. Men transporterna var förknippade med stora svårigheter, särskilt uppför den strida Ångermanälven. När man med mycken möda fått upp malmpråmarna till Sollefteå hade man sedan att forsla lasten tre mil efter häst, något som till följd av vägarnas dåliga tillstånd var möjligt endast vintertid. På samma sätt var det med en mängd förnödenheter till brukets personal, såsom spannmål, salt och tobak, vilket mestadels köptes in i Stockholm och betalades med följande års järntillverkning.
År 1677 plundrades och brändes det nyanlagda bruket av en dansk strövkår från Norge. Men Sparre började om på nytt, och så småningom kunde han utvidga anläggningen med en spiksmedja och en så kallad knipphammare, som förvandlade stångjärn till plåtar, av vilka man sedan tillverkade plogbillar, skyfflar, eldgafflar, stekpannor m. m. För dessa varor fick man dels god avsättning i orten, dels köptes de av jämtar som förde dem vidare till Norge.
Bruket uppgick år 1873 i det då bildade Graningeverkens AB med familjen Versteegh som huvudägare. Graninge bruk bestod då av tråddrageri samt spiksmedja. I slutet av 1800-talet etablerade företaget såväl massafabriker, sågverk som vattenkraftverk. 
Vid Graningekoncernens omstrukturering till Graninge AB år 1999 såldes det sista sågverket till SCA och kraftverksamheten övergick till Sydkraft AB, som sedan 2005 heter E.ON Sverige. Massafabrikerna hade sålts eller avvecklats på annat sätt senast på 1970-talet.